# Щербаки (Запорожская область)
Щербаки (укр. Щербаки) — село,
Новоандреевский сельский совет,
Ореховский район,
Запорожская область,
Украина.
Код КОАТУУ — 2323983704. Население по переписи 2019 года составляло 8 человек.

## Географическое положение
Село Щербаки находится на расстоянии в 1 км от села Малые Щербаки (Васильевский район).
Через село проходит автомобильная дорога Т-0812.

## История
- 1973 год — дата основания.